# Avernus Colles

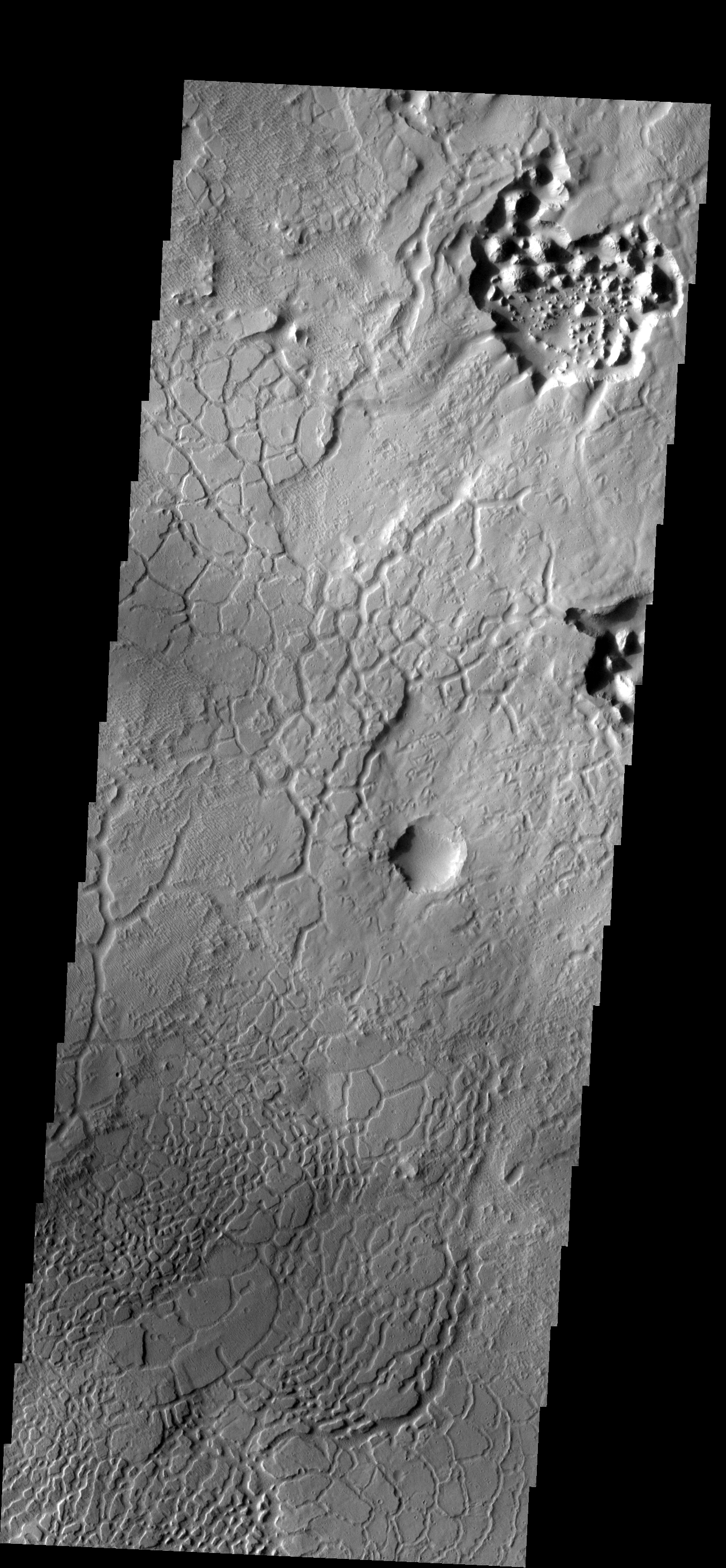
Avernus Colles

Avernus Colles je pahorkatina na povrchu Marsu, která se nachází na severní polokouli jihovýchodním směrem od sopky Elysium Mons ve východní části oblasti Elysium Planitia. Základna se rozkládá na 244 kilometrech. Existují i 3D fotografie oblasti.
Pojmenována byla v roce 1985 po jezeře v Itálii.